# 牛車宣旨
牛車宣旨（ぎっしゃのせんじ）とは、内裏に参内する際に牛車に乗車したまま宮門を通過することを許可する勅許。
当初は太政官の上卿から弾正や検非違使に勅許の内容を伝えることとなっていたが、後に外記が宣旨を作成して伝える方法に変わった。資格や実際に通過できる門は時期によって異なるが、摂関・親王・大臣・大僧正のうち既に「輦車（てぐるま）の宣旨」を受けている者が主たる対象者であり、対象者の身分や宮門そのものの構造によって決定されていた。
当初、牛車宣旨は女性を対象にしていたと考えられ、大臣としての牛車宣旨は承平2年（932年）に健康を害した藤原忠平に出されたものが最古とされている。なお、人臣に対する牛車宣旨は、高齢もしくは病身の高官の身体を労わる意味合いを含んでおり、摂関家において若年で牛車宣旨を受けた場合においても40歳を過ぎるまでは牛車で宮門を通過することを遠慮したという。